# Ismail Barlov
Ismail Barlov (5 de septiembre de 2010) es un deportista bosnio que compite en natación adaptada. Ganó una medalla de plata en los Juegos Paralímpicos de París 2024, en la prueba de 50 m braza (clase SB2).

## Palmarés internacional
| Juegos Paralímpicos | Juegos Paralímpicos | Juegos Paralímpicos | Juegos Paralímpicos |
| Año                 | Lugar               | Medalla             | Prueba              |
| ------------------- | ------------------- | ------------------- | ------------------- |
| 2024                | París (Francia)     | Medalla de plata    | 50 m braza SB2      |